# Sarehole
Sarehole è un'area nell'Hall Green, Birmingham, Inghilterra (amministrativamente nel Worcestershire, annessa alla città nel 1911). Sarehole, un nome non più utilizzato negli indirizzi, era un villaggio che ha dato il suo nome ad una fattoria (ora distrutta) e ad un mulino. Si estende dal confine con Green Lane il fiume Cole fino ai Dingles.

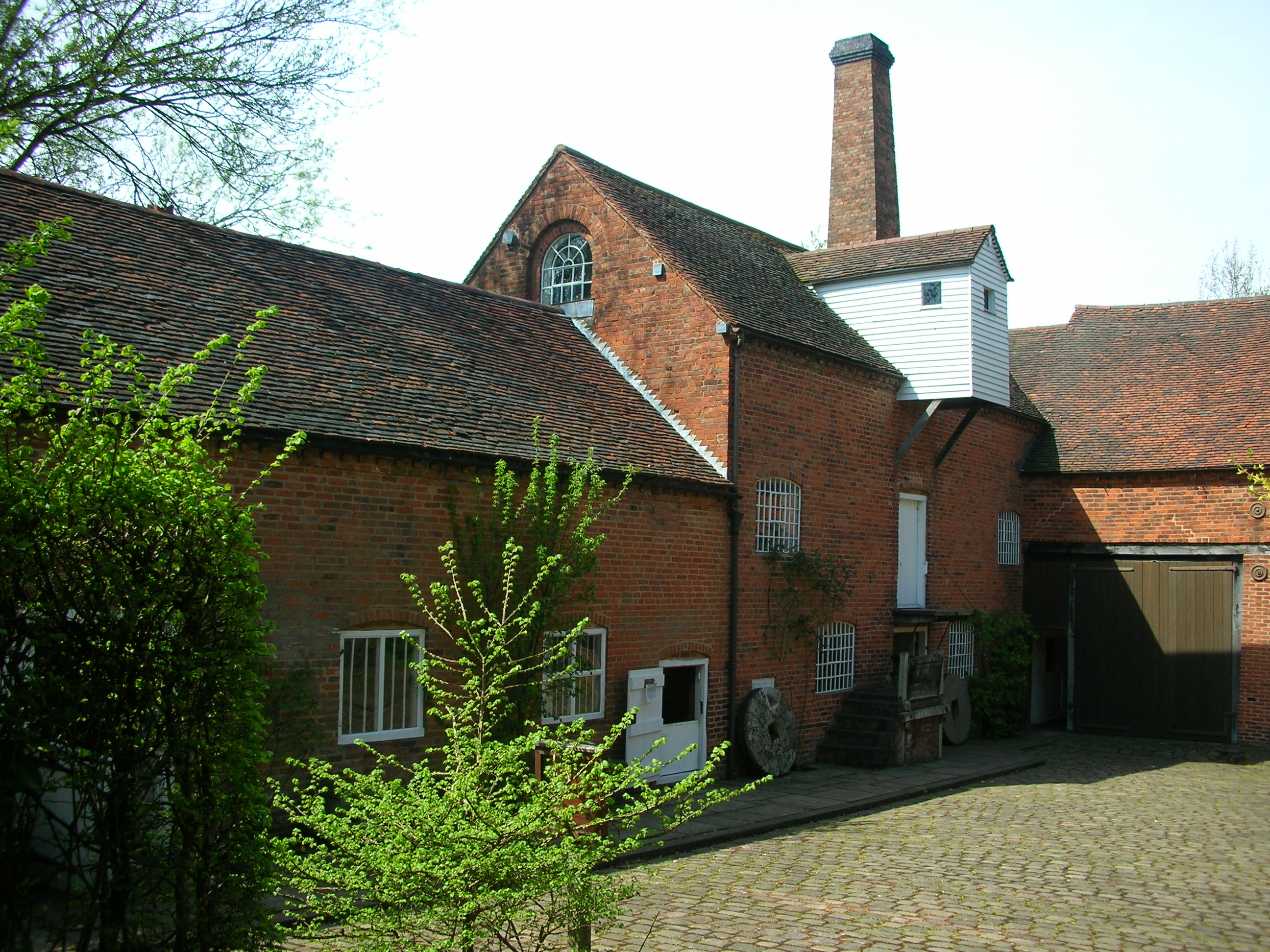
Sarehole Mill

## Caratteristiche
J. R. R. Tolkien visse qui quando era bambino negli anni 1890, e l'area influenzò la verde e pacifica descrizione de La Contea nei suoi lavori. Il vicino Moseley Bog (ora una riserva naturale) fu probabilmente ispirazione per la Vecchia Foresta - e la collina dove c'è lo Spring Hill College che è, in accordo alla leggenda locale, piena di cunicoli e passaggi segreti, potrebbe essere stata facilmente ispirazione per Casa Baggins.
Il mulino di Sarehole, che ha influenzato anch'esso il giovane Tolkien, è ora un museo, nel parco naturale della contea.